# Colonie des Îles de la Reine-Charlotte
1853–1863
Entités suivantes :
- Colonie de la Colombie-Britannique

La colonie des Îles de la Reine-Charlotte était une colonie de la Couronne en Amérique du Nord britannique qui a été existé brièvement entre 1853 et 1863. Fondée à la suite de la ruée vers l'or de l'île Moresby, le territoire de l’archipel fut administré de facto par les pouvoirs de la colonie de l'Île de Vancouver. Dix ans plus tard, le territoire est annexé juridiquement à la colonie de la Colombie-Britannique (qui intégrera aussi Vancouver en 1866).
James Douglas, le gouverneur de l'Île de Vancouver, est lieutenant-gouverneur de la colonie des Îles de la Reine-Charlotte de 1852 à 1863.

## Histoire
La colonie fut fondée en réponse à la recrudescence des activités de la marine américaine en raison d'une ruée vers l'or sur les îles en 1851. L'archipel était habité par des groupes appartenant au peuple Haïda, qui constituait la seule population de la prétendue colonie. Tout avait commençait par la vente d'une pépite de près de 840 grammes à Fort Victoria (en) par un habitant des îles.
Cependant, l'obtention du statut de colonie par le bureau colonial arrive deux ans plus tard vers 1853. L'administration coloniale était toutefois placée sous l'autorité de la colonie de l'Île de Vancouver et de son gouverneur James Douglas, un membre de la compagnie de la Baie d'Hudson ; il reçut une commission de lieutenant-gouverneur des îles de la Reine-Charlotte en septembre 1852. 
L'exploration pour rechercher des filons d'or se révéla rapidement infructueuse, sans qu'aucun colon s'établisse sur place ; le territoire fut absorbé par la Colombie-Britannique voisine, en même temps que l’éphémère territoire Stikine.